# Arnold Houbraken

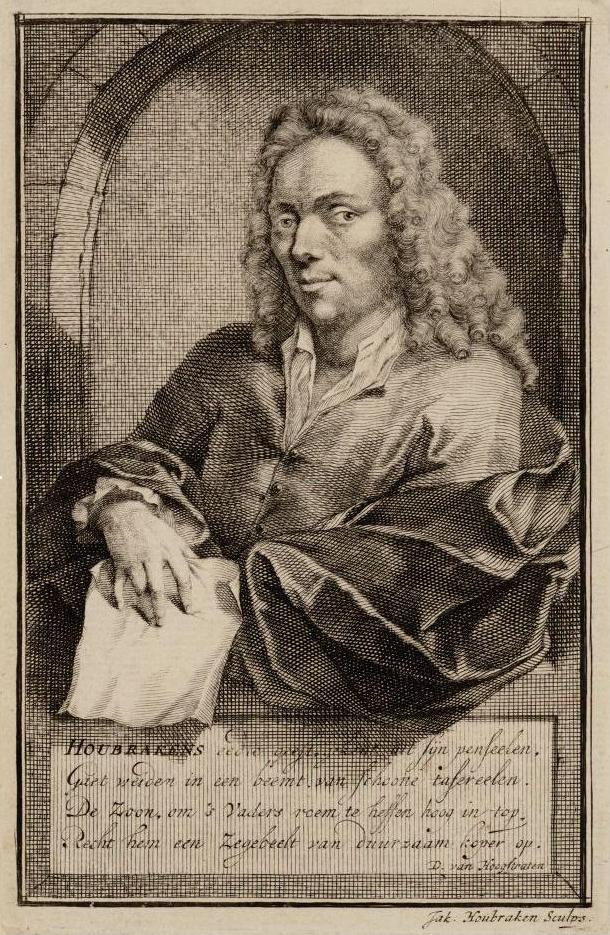
Arnold Houbraken in un'incisione del figlio Jacobus.

Arnold Houbraken (Dordrecht, 28 marzo 1660 – Amsterdam, 14 ottobre 1719) è stato un pittore e scrittore olandese, principalmente ricordato per le sue biografie di artisti del Secolo d'oro olandese.

## Biografia
Fece i primi passi della propria carriera sotto l'apprendistato di Johannes de Haan, il quale gli insegnò i rudimenti delle incisioni; dopo due anni studiò arte con Willem van Drielenburch, con il quale passò l'anno disastroso del 1672. Studiò poi nove mesi con Jacob Levecq e successivamente con Samuel van Hoogstraten. Nel 1685 sposò Sara Sasbout, e attorno al 1709 si trasferì ad Amsterdam, dove poi morì.
Ebbe dieci figli, tra i quali ricordare Jacobus Houbraken, incisore che si occupò di ritratti e illustrazioni per libri (tra i quali quelli del padre). La figlia Antonina Houbraken divenne anch'essa un'artista, nota per le sue incisioni con vedute di città ed edifici con persone e animali.

## Opere
- Inhoud van 't Sieraad der Afbeelding (1712)
- Aen den heere Jakob Zeeus, den Wolf in 't schaepsvel ter drukpersse bestellende (1711)
- De groote schouburgh der Nederlantsche konstschilders en schilderessen (1718)